# Hylaeus amiculiformis
Hylaeus amiculiformis là một loài Hymenoptera trong họ Colletidae. Loài này được Cockerell mô tả khoa học năm 1909.

## Hình ảnh

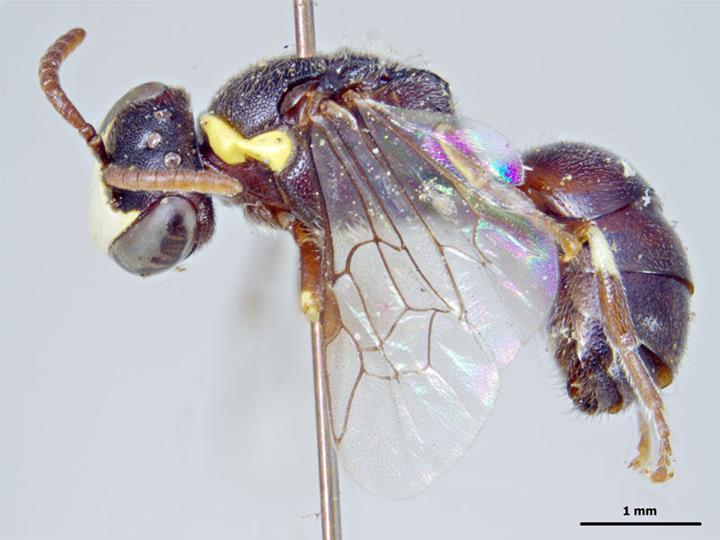